# Ordre de Louise
L'ordre de Louise (en allemand : Luisen-Orden) a été fondée en 1814 par Frédéric-Guillaume III de Prusse en l'honneur de sa défunte épouse, la très aimée reine Louise (née Louise Auguste Wilhelmine Amalie, Herzogin zu Mecklembourg-Strelitz).
Cette ordonnance a été chevaleresque dans la nature, mais était destiné strictement à des femmes dont le service à l'Allemagne était digne d'une telle reconnaissance nationale élevée. Ses membres ont été compagnon de Dame limitée à 100 en nombre, et étaient destinées à être tirées de toutes les classes sociales.
Bien que le roi de Prusse est techniquement le « souverain des ordres » du royaume, le chef incontesté de l'ordre de Louise était la reine. Les filles dans la famille royale ont été investies à cet ordre en lieu et place de l'ordre de l'Aigle noir, la Grand-Croix de l'ordre de l'Aigle rouge, l'ordre de la Couronne de Prusse 1re classe et l'ordre Royal de la maison des Hohenzollern qui ont été réservés pour les fils.
L'Ordre de Louise a été renouvelée avec chaque roi ou empereur successives. Il a donc été émis depuis sa fondation en 1814 (pendant le règne de Frédéric-Guillaume III), renouvelé en 1850 (pendant le règne de Frédéric-Guillaume IV), en 1865 (pendant le règne de Guillaume Ier), et en 1890 (lors du règne de Guillaume II).

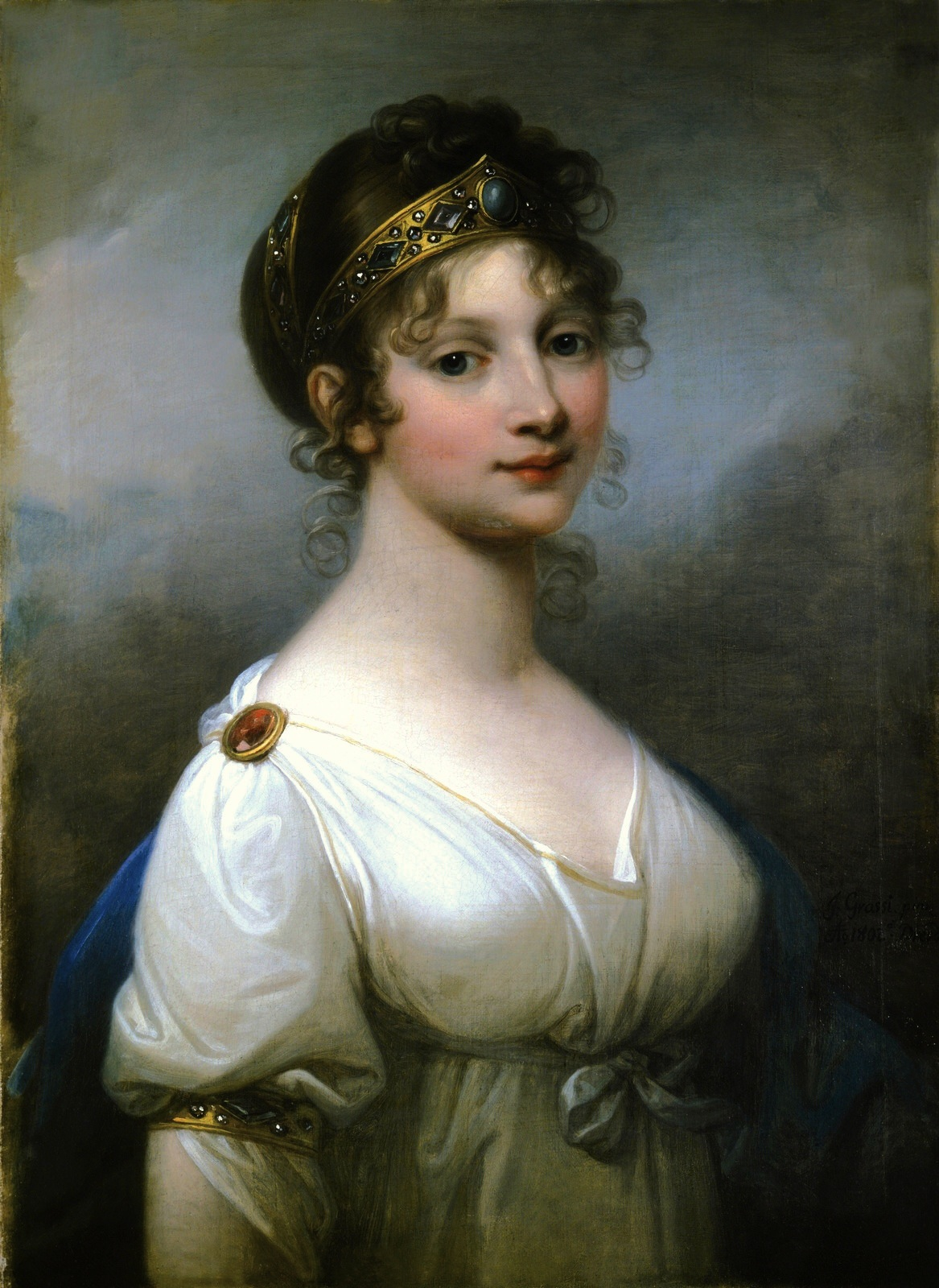
Louise de Mecklembourg-Strelitz, épouse de Frédéric-Guillaume III de Prusse, pour laquelle l'ordre de Louise a été nommé.

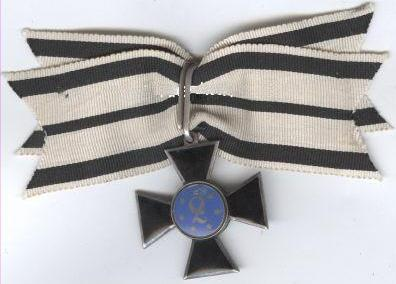
Ordre de Louise, 1re Classe avec son ruban

## Catégories de membres et insignes

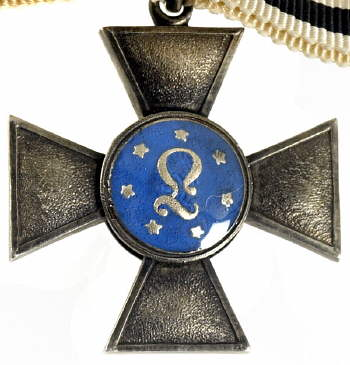
Ordre de Louise 2e Classe

Lors de sa création initiale, en 1814, l'ordre était uniquement disponible en une seule classe. Une deuxième classe a été ajoutée sous le règne de Guillaume Ier.

### Classes
- Grand-Croix - étoile d'argent avec la croix au milieu
- Première classe
- Deuxième classe
  - Premier niveau - Croix d'Argent
  - Deuxième niveau - Croix d'Argent non émaillés

### Description
- Dames, Première Classe : constitué d'une Croix de Malte noire émaillée avec un médaillon central bleu émaillé, le tout suspendu à un ruban de couleur blanche, avec trois bandes noires, comme attaché à un arc. Dans le médaillon central se trouve le monogramme argenté L pour Louise entouré de 7 étoiles.

Bien que le protocole indique que la décoration doit être portée sur la poitrine gauche, des portraits de nombreux membres à différentes périodes montrent l'insigne sur ou à l'épaule gauche de leur robe.
- Dames, deuxième classe : constitué d'une Croix de Malte similaire à la 1re classe, mais en Argent noir sans émail, qui a également été portée suspendue à un ruban en forme d'arc blanc et noir.

Le Manuel de l'État de Prusse de 1907 indique d'autres variantes et sous-ensembles de la deuxième classe de l'ordre :
- II.1 avec Couronne d'Argent
- II.1 sans couronne
- II.2

## Liste des membres
Ce qui suit est une liste partielle des membres compilées à partir du Manuel de l'État de Prusse, à partir des années 1857 à 1907 :
- 11 juin 1857 : Victoria du Royaume-Uni (1819-1901) - reine du Royaume-Uni ;
- 28 décembre 1866 : Marie de Hohenzollern-Sigmaringen (1845-1912) - comtesse de Flandre ;
- 1866 : Maximiliane von Oriola (1818-1894) - comtesse von Oriola ;
- 1886 : Alexandra de Danemark (1844-1925) - reine du Royaume-Uni ;
- 30 mai 1892 : Emma de Waldeck-Pyrmont (1858-1934) - reine des Pays-Bas ;
- 5 septembre 1896 : Alix de Hesse-Darmstadt (1872-1918) - tsarine de Russie ;
- 30 mai 1901 : Wilhelmine des Pays-Bas (1880-1962) - reine des Pays-Bas ;
- 19 mai 1903 : Shōken (1849-1914) - impératrice du Japon ;
- 6 juin 1905 : Cécilie de Mecklembourg-Schwerin (1886-1954) - princesse héritière de Prusse et d'Allemagne ;
- 12 novembre 1907 : Mary de Teck (1867-1953) - reine du Royaume-Uni ;
- Alexandrine de Prusse (1803-1892) - fille du roi Frédéric-Guillaume III et de la reine Louise ; épouse du grand-duc Paul-Frédéric de Mecklembourg-Schwerin ; mère de Frédéric-François II de Mecklembourg-Schwerin ;
- Élisabeth de Prusse (1815-1885) - fille du prince Guillaume de Prusse ; épouse du prince Charles de Hesse-Darmstadt ; mère de Louis IV de Hesse ;
- Marie de Prusse (1825-1889) - fille du prince Guillaume de Prusse ; épouse de Maximilien II de Bavière, mère de Louis II ;
- Augusta de Saxe-Weimar-Eisenach (1811-1890) - chef de l'ordre, épouse de l'empereur Guillaume Ier ;
- Anne de Prusse (1836-1918) - fille de Charles de Prusse ; épouse de Frédéric de Hesse-Cassel ;
- Louise de Prusse (1838-1923) - fille de Guillaume Ier, épouse du grand-duc Frédéric Ier de Bade ; dame grand-croix ;
- Joséphine de Bade (1813-1900) - épouse du prince Charles-Antoine de Hohenzollern-Sigmaringen ;
- Victoria du Royaume-Uni (1840-1901) - fille de la reine Victoria et du prince Albert de Saxe-Cobourg-Gotha ; épouse de l'empereur Frédéric III ;
- Charlotte de Prusse (1860-1919) - fille aînée de Frédéric III, épouse de Bernard III de Saxe-Meiningen-Hildburghausen ;
- Victoria de Prusse (1866-1929) - deuxième fille de Frédéric III ; épouse du prince Adolphe de Schaumbourg-Lippe ;
- Sophie de Prusse (1870-1932) - troisième fille de Frédéric III ; épouse du roi Constantin Ier de Grèce ;
- Marguerite de Prusse (1872-1954) - plus jeune fille de Frédéric III ; épouse de Frédéric-Charles de Hesse-Cassel ;
- Louise-Marguerite de Prusse (1860-1917) - fille de Frédéric-Charles de Prusse ; épouse du prince Arthur de Connaught et Strathearn ;
- Alexandrine de Prusse (1842-1892) - fille du prince Albert de Prusse, épouse de Guillaume de Mecklembourg ;
- Marie de Saxe-Altenbourg (1854-1898) - fille de Ernest Ier de Saxe-Altenbourg ; épouse du prince Albert de Prusse ;
- Augusta-Victoria de Schleswig-Holstein-Sonderbourg-Augustenbourg (1858-1921) - chef de l'ordre, épouse de Guillaume II ;
- Louise-Sophie de Schleswig-Holstein-Sonderbourg-Augustenbourg (1866-1952) - épouse de Frédéric-Léopold de Prusse ; sœur de l'impératrice Augusta-Victoria ;
- Irène de Hesse-Darmstadt (1866-1953) - fille du grand-duc Louis IV de Hesse, épouse du prince Henri de Prusse ;
- Victoria-Marguerite de Prusse (1890-1923) - épouse d'Henri XXXIII Reuss de Köstritz (en), fille de Frédéric-Léopold de Prusse ;
- Victoria-Louise de Prusse (1892-1980) - fille unique de Guillaume II ; épouse d'Ernest-Auguste de Brunswick ;
- Alexandrine de Prusse (1915-1980) - fille du prince héritier Guillaume de Prusse ;
- Sophie-Charlotte d'Oldenbourg (1879-1964) - épouse du prince Eitel-Frédéric de Prusse ;
- Antónia de Portugal (1845-1913) - épouse du prince Léopold de Hohenzollern-Sigmaringen ;
- Élisabeth de Wied (1843-1916) - épouse de Carol Ier de Roumanie ;
- Louise de Tour et Taxis (1859-1948) - épouse de Frédéric de Hohenzollern-Sigmaringen ;
- Marie-Thérèse de Bourbon-Siciles (1867-1909) - fille du prince Louis de Bourbon-Siciles, comte de Trani ; épouse du prince Guillaume de Hohenzollern-Sigmaringen ;
- Joséphine de Belgique (1872-1958) - fille du prince Philippe de Belgique, comte de Flandre, et de Marie de Hohenzollern-Sigmaringen, épouse de Charles-Antoine de Hohenzollern-Sigmaringen.

## Galerie

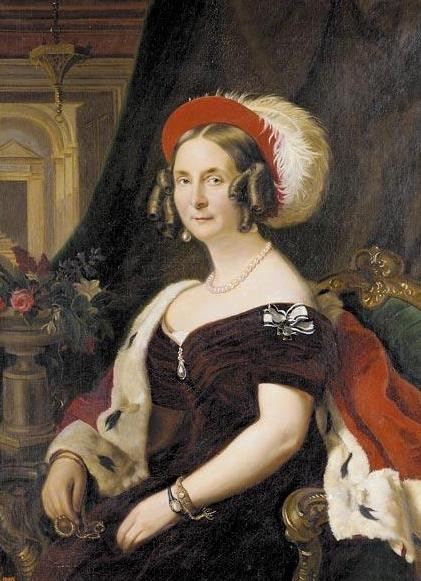
Frédérique-Wilhelmine de Prusse, duchesse d'Anhalt-Dessau.
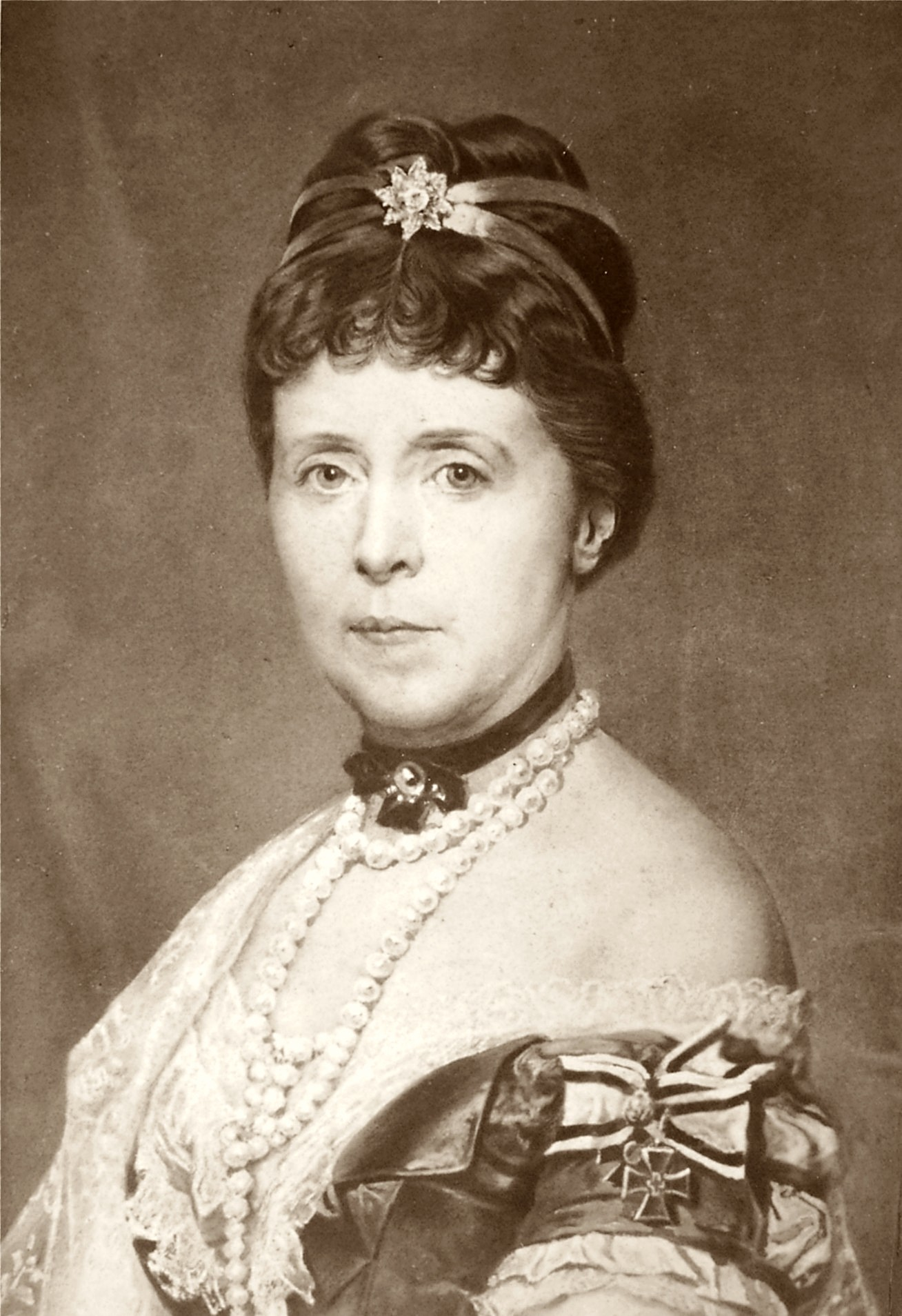
Augusta de Saxe-Weimar-Eisenach, impératrice d'Allemagne.
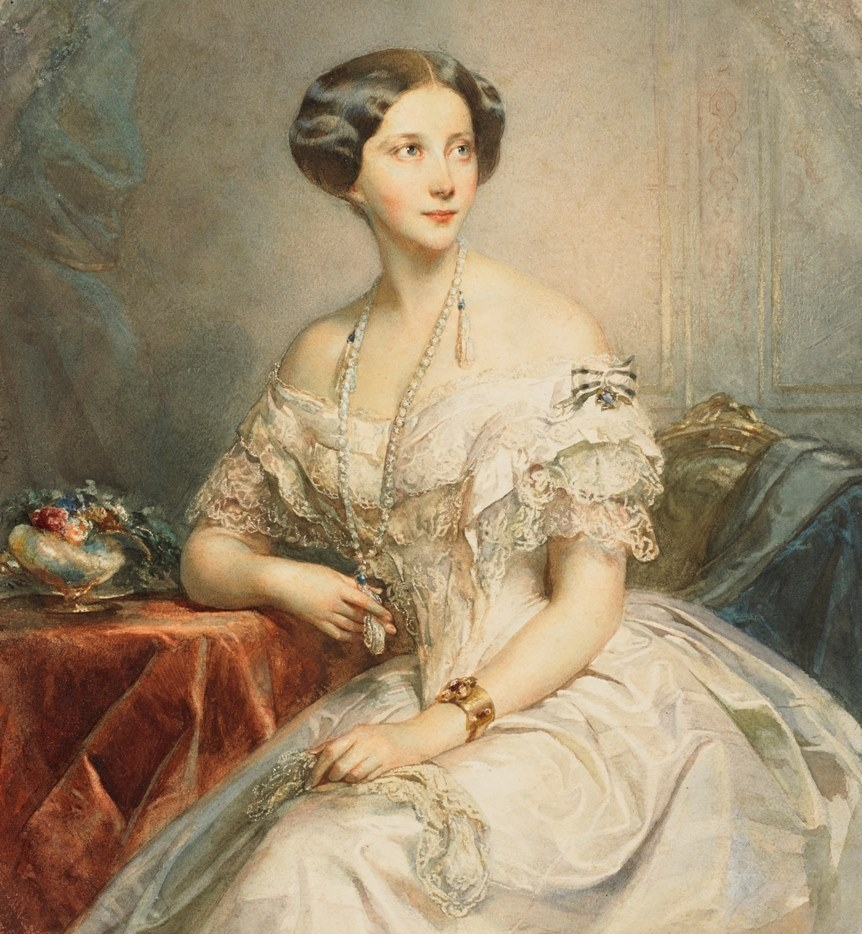
Anne de Prusse, landgravine de Hesse-Cassel.
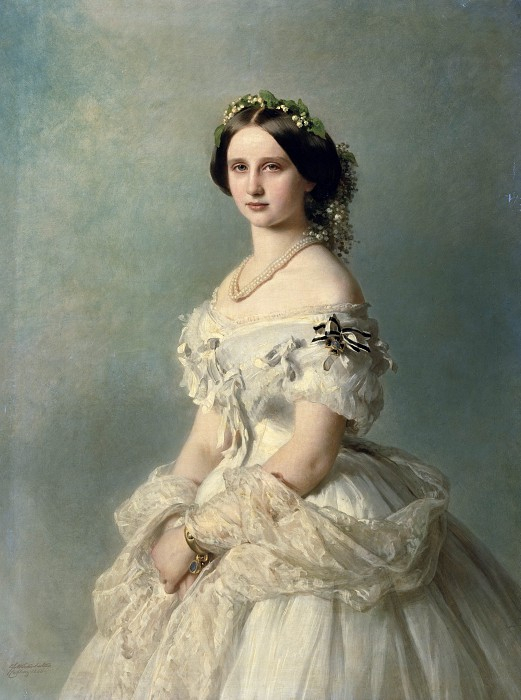
Louise de Prusse, grande-duchesse de Bade.
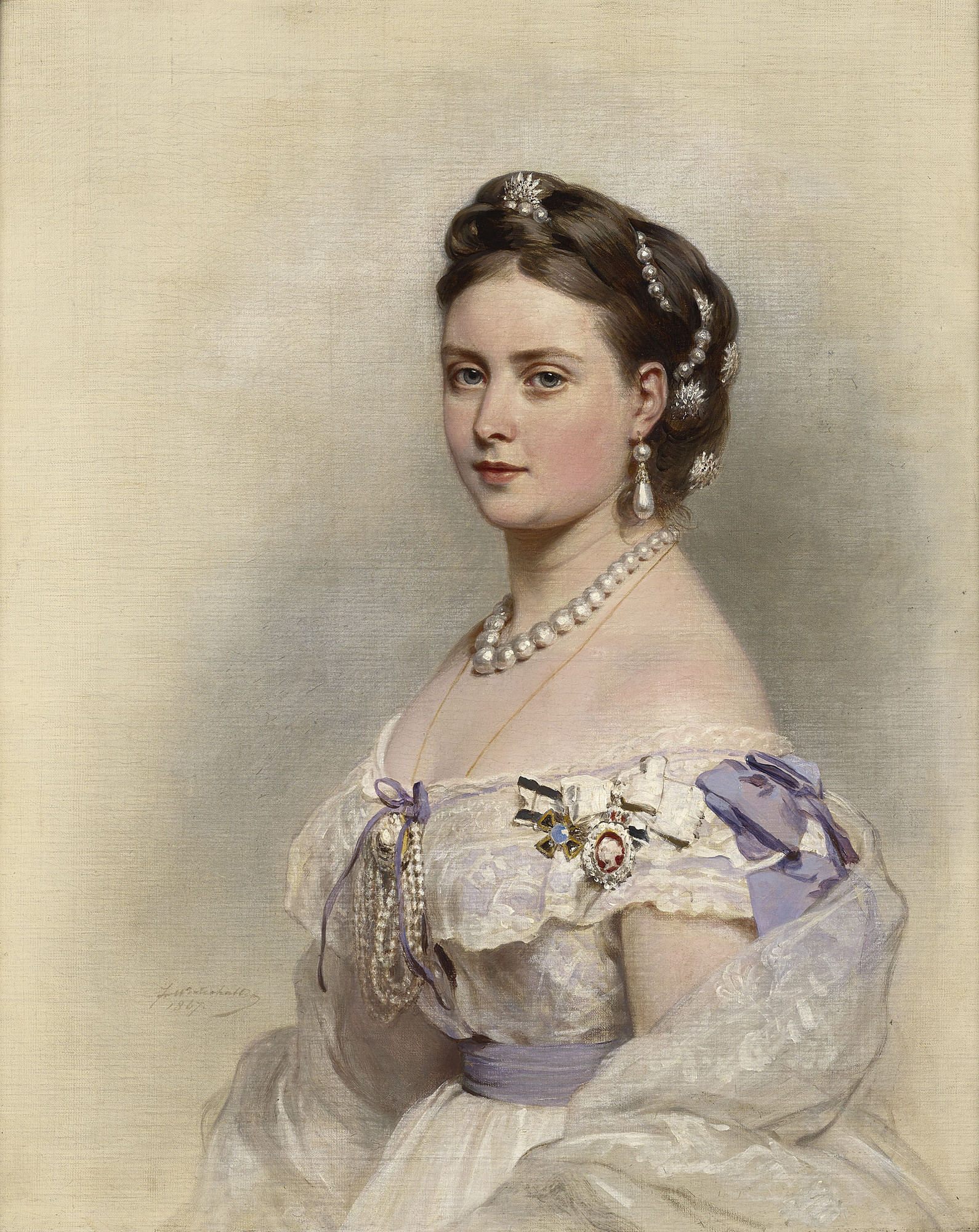
Victoria du Royaume-Uni, impératrice d'Allemagne.
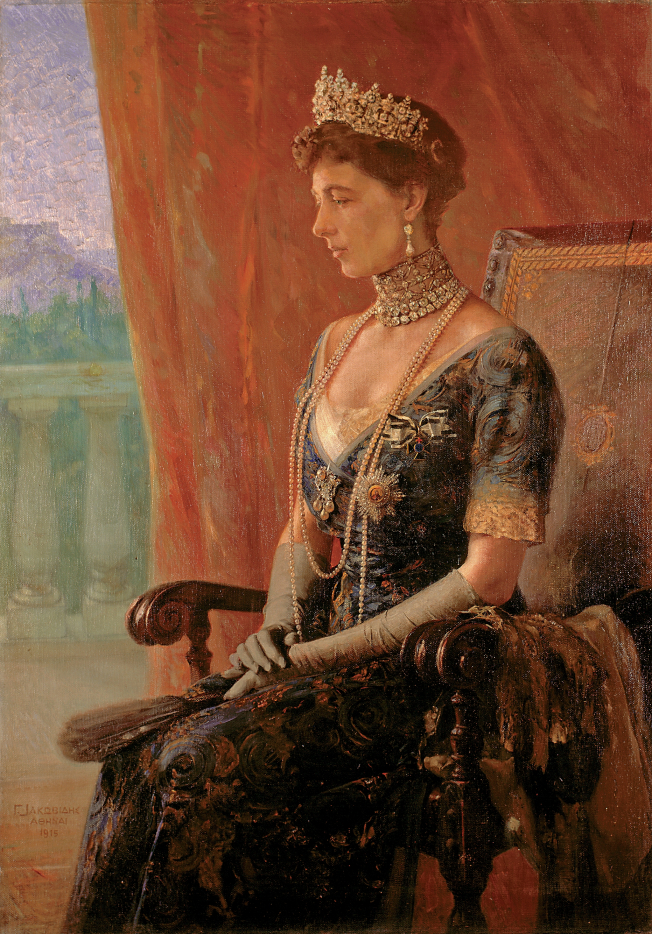
Sophie de Prusse, reine de Grèce.
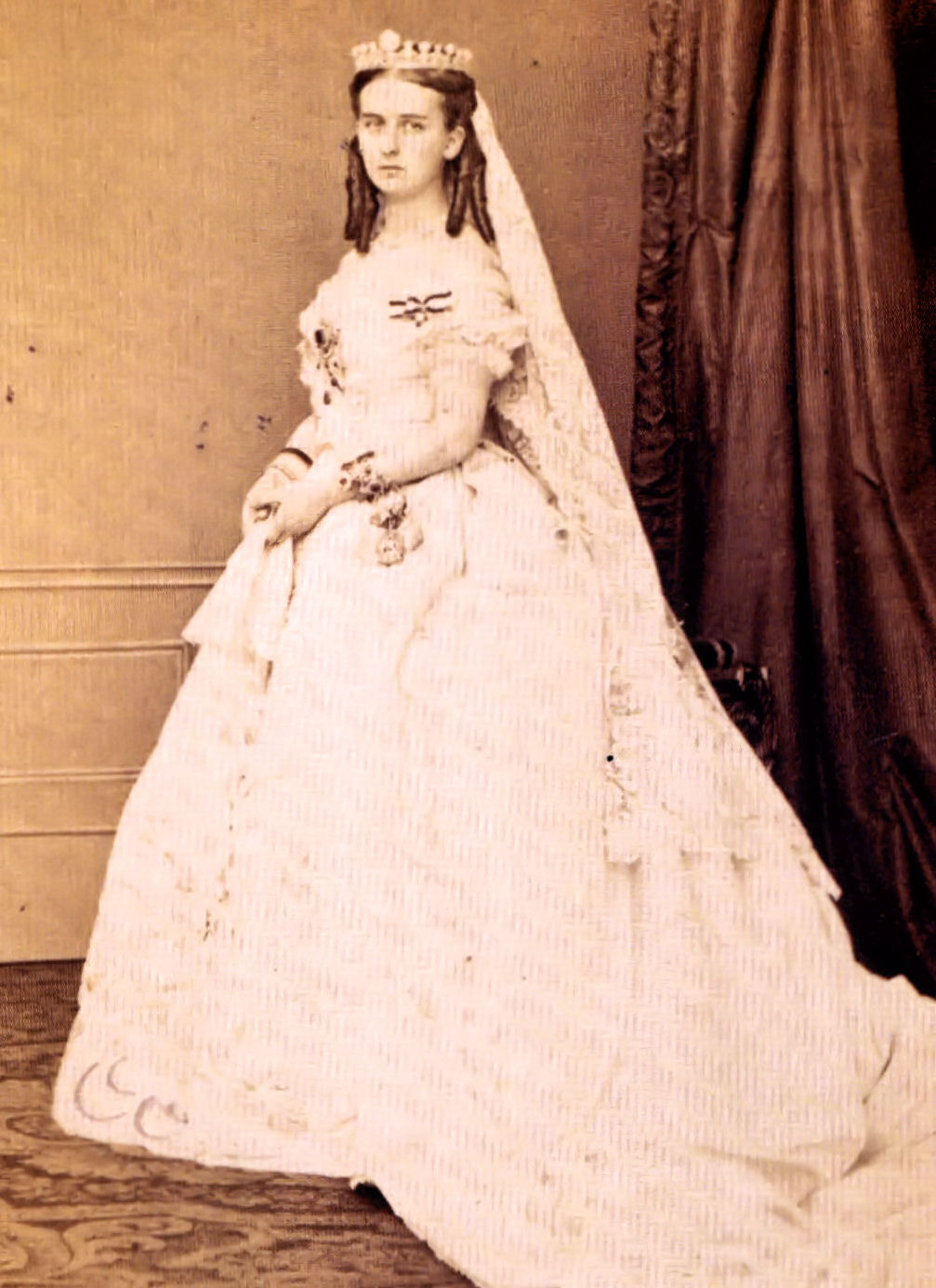
Marie de Hohenzollern-Sigmaringen, comtesse de Flandre.
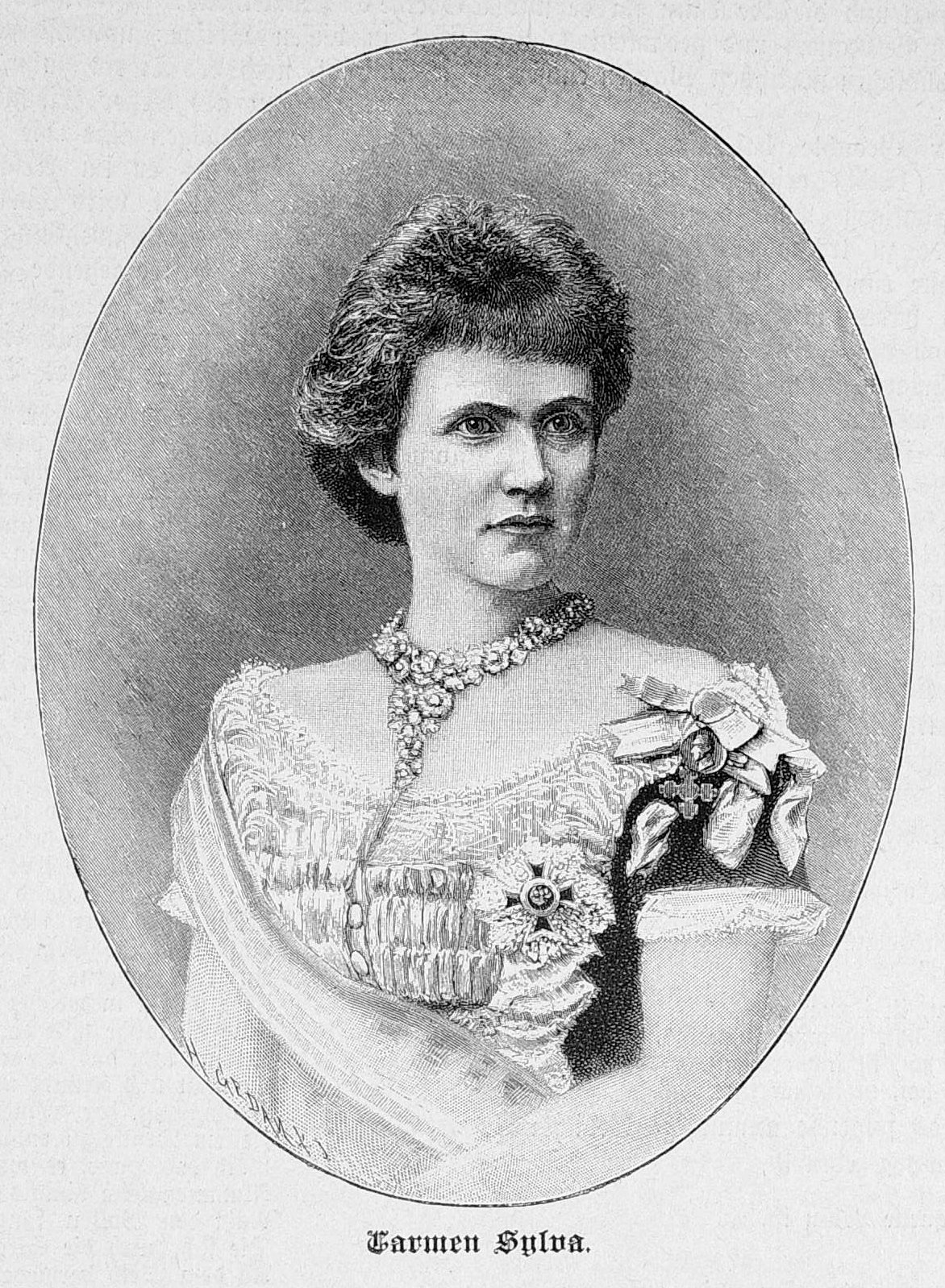
Elisabeth de Wied, reine de Roumanie.
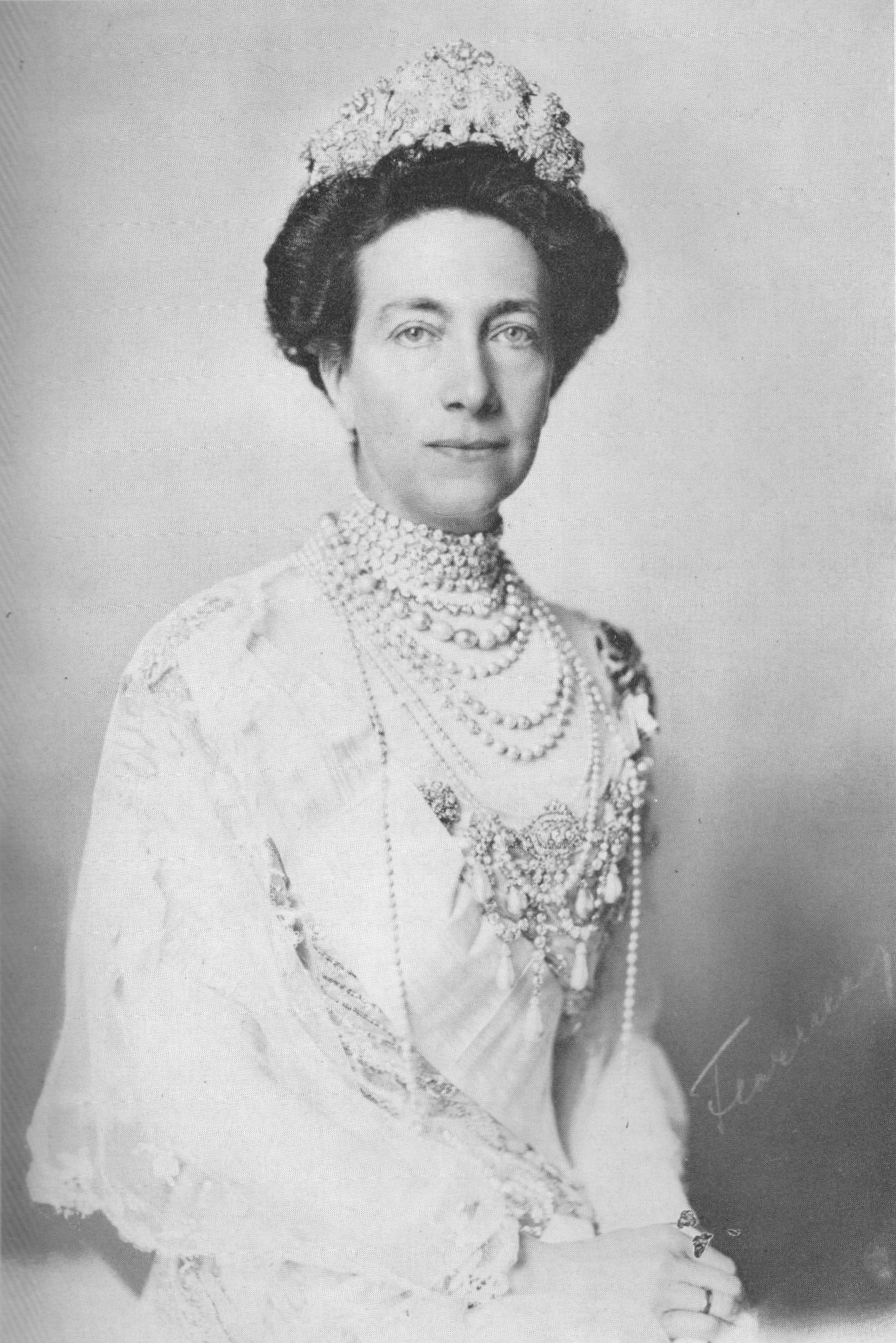
Victoria de Bade, reine de Suède.